# Плохой парламент
Плохой парламент (англ. Bad Parliament) — заседал в Англии между 27 января и 2 марта 1377 года. Под влиянием Джона Гонта, он отменил «антикоррупционные» постановления так называемого «Хорошего парламента», который проводился партией графа Марча годом ранее в условиях недееспособности из-за болезни одновременно короля и его наследника и при отсутствии в Англии самого Джона Гонта. В частности, были возвращены ко двору лорд Латимер и фаворитка короля Элис Перрерс. Вместе с тем, данный парламент не стал полным триумфом партии Джона Гонта, так как ему не удалось применить репрессии к своим противникам, в частности, был восстановлен (при условии выплаты крупного штрафа) на своём посту Уинчестерский епископ Уильям Уайкхемский.
Также была введена подушная подать, которая стала одной из причин восстания Уота Тайлера в 1381 году.